# Funció de densitat de probabilitat

Diagrama de caixa i funció de densitat de probabilitat d'una distribució normal N(0, σ^{2}).

En la teoria de la probabilitat, una funció de densitat de probabilitat és una funció que representa una distribució de probabilitat en termes d'integrals. En particular, és una funció el valor de la qual en qualsevol interval (o punt) en l'univers (el conjunt de valors possibles que pot prendre la variable aleatòria) es pot interpretar com la probabilitat relativa que el valor de la variable aleatòria pertanyi a aquell interval o valgui aquell valor. La densitat de probabilitat és la probabilitat per unitat de longitud, en altres paraules, així com la probabilitat absoluta que una variable aleatòria contínua prengui un valor en particular és de 0 (ja que, per començar, hi ha un conjunt infinit de valors possibles), el valor de la funció de densitat de probabilitat de dues mostres concretes pot ser usat per inferir, en qualsevol realització de la variable aleatòria, quant més probable és que la variable aleatòria prengui el valor d'una mostra respecte a l'altra.
En un sentit més precís, s'utilitza la funció de densitat de probabilitat per especificar la probabilitat que una variable aleatòria caigui dins d'un interval de valors en particular, en detriment que prengui un valor en concret. Aquesta probabilitat és donada per la integral de la funció de densitat de probabilitat d'aquesta variable al llarg del domini, és a dir, és expressada per l'àrea sota la funció de densitat sobre l'eix horitzontal entre el valor més baix i el més alt de l'interval. La funció de densitat de probabilitat és pertot arreu no negativa, i l'àrea sota tota la corba és igual a 1.
Els termes funció de distribució de probabilitat i funció de probabilitat també s'han usat algun cop per designar la funció de densitat de probabilitat. Tanmateix, aquest ús no és estàndard entre els probabilistes i estadístics. En altres fonts, es pot fer servir «funció de distribució de probabilitat» quan la distribució de probabilitat és definida com a funció de conjunts de valors generals o pot referir a la funció de distribució acumulada, o pot ser una funció de massa de probabilitat, més que no de densitat. Per a la funció de massa de probabilitat s'utilitza el terme «funció de densitat» en si mateix, cosa que dona lloc a encara més confusió. En general, tot i això, s'empra la funció de massa de probabilitat en el context de variables aleatòries discretes (variables aleatòries que prenen valors en un conjunt numerable), mentre que la funció de densitat de probabilitat s'utilitza en el context de variables aleatòries contínues.

## Definició
Formalment, una distribució de probabilitat té densitat f si f és una funció no-negativa, Lebesgue-integrable {\displaystyle \mathbb {R} \to \mathbb {R} } tal que la probabilitat d'un interval [a, b] és expressada per:
{\displaystyle \int _{a}^{b}f(x)\,dx}
per dos nombres a i b qualssevol. Això implica que el valor de la integral, quan {\displaystyle a=-\infty } i {\displaystyle b=\infty }, ha d'ésser 1.
Recíprocament, qualsevol funció no-negativa Lebesgue-integrable amb integral total igual a 1 és una funció de densitat d'una distribució de probabilitat.
La funció de densitat de probabilitat és un cas particular de la derivada de Radon-Nikodym.
Intuïtivament, si una distribució de probabilitat té densitat f(x), 
aleshores l'interval infinitesimal [x, x + dx] té probabilitat
f(x) dx.

## Relació entre les distribucions discretes i les contínues
Es poden representar certes variables aleatòries discretes així com variables aleatòries amb part contínua i part discreta amb una funció de densitat de probabilitat generalitzada per mitjà de la funció delta de Dirac (Això no es pot fer amb una funció de densitat de probabilitat en el mateix sentit que s'ha definit més amunt, es pot fer amb una distribució). Per exemple, consideri's una variable aleatòria discreta binària que segueix una distribució de Rademacher -és a dir, pren els valors d'1 o de -1, amb probabilitat 1/2. La densitat de probabilitat associada amb la variable és:
{\displaystyle f(t)={\frac {1}{2}}(\delta (t+1)+\delta (t-1)).}
Més generalment, si una variable discreta pot prendre n valors diferents entre els nombres reals, llavors la funció de denistat de probabilitat associada és:
{\displaystyle f(t)=\sum _{i=1}^{n}p_{i}\,\delta (t-x_{i}),}
on {\displaystyle x_{1},\ldots ,x_{n}} són els valors discretse accssibles a la variable i {\displaystyle p_{1},\ldots ,p_{n}} són les probabilitats associades a aquests valors.
Això unifica substancialment el tractament que es fa de les distribucions de probabilitat contínues i discretes. L'expressió de dalt permet determinar característiques estadístiques d'una variable discreta (com la mitjana, la variància i la curtosi), a partir de les fórmules donades per les distribucions de probabilitat contínues.